# Porkeri község
Porkeri község (feröeriül: Porkeris kommuna) egy község Feröeren. Suðuroy keleti részén fekszik. A Føroya Kommunufelag önkormányzati szövetség tagja.

## Történelem
A község 1908-ban jött létre Suðuroy egyházközség szétválásával. 1920-ban kivált belőle Hov egyházközség. Jelenlegi formáját 1928-ban nyerte el, amikor Nes átkerült Vágur egyházközséghez.

## Önkormányzat és közigazgatás

### Települések
| Település     | Népesség | Mióta a község része | Előző község         | Meddig a község része | Következő község | Megjegyzés         |
| ------------- | -------- | -------------------- | -------------------- | --------------------- | ---------------- | ------------------ |
| Hov           |          | 1908                 | Suðuroy egyházközség | 1920                  | Hov község       |                    |
| Nes (Suðuroy) |          | 1908                 | Suðuroy egyházközség | 1928                  | Vágur község     |                    |
| Porkeri       | 318      | 1908                 | Suðuroy egyházközség |                       |                  | A község székhelye |

### Polgármesterek
- Mikkjal Sørensen (2009–)[5]
- Eli Frederiksen ( – 2008)[4]

## Népesség
| Év              | Lakosság |
| --------------- | -------- |
| 1986. január 1. | 356      |
| 1991. január 1. | 408      |
| 1996. január 1. | 387      |
| 2001. január 1. | 358      |
| 2006. január 1. | 344      |